# Transmeta Efficeon

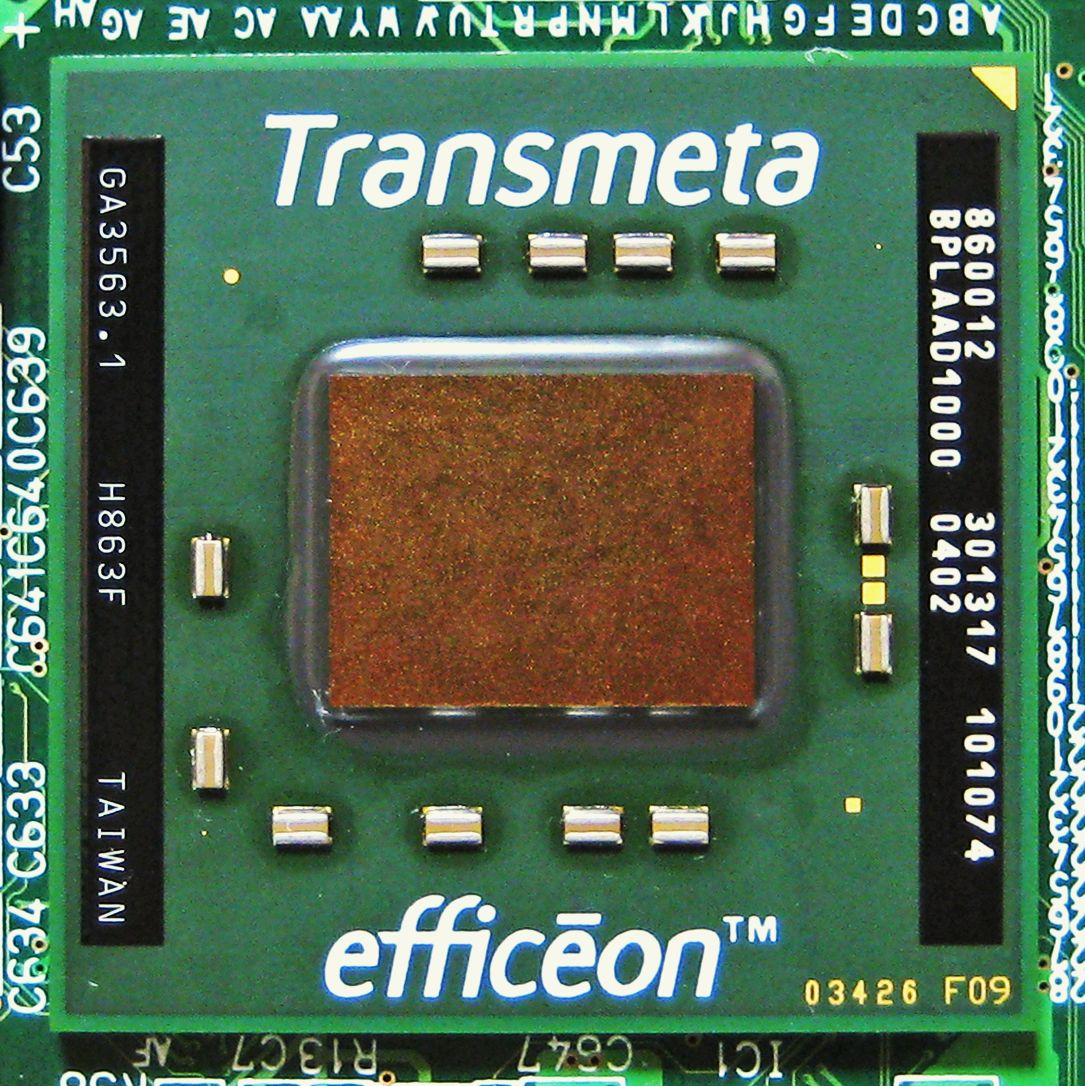
Efficeon TM8600

Az Efficeon egy a Transmeta Corporation által tervezett és előállított, különösen energiatakarékos x86-kompatibilis mikroprocesszor-sorozat, amelyet a beágyazott rendszerekben, notebookokban és csendes, kis fogyasztású munkaállomásokban való felhasználásra terveztek. A processzorsorozat első modellje, a TM8600-as, 2003 októberében jelent meg a piacon, majd 2004 áprilisában beépítve, a Sharp Actius MM20 laptopjában.
A cég szerkezetátalakítás előtt állt, amelynek során a mobil eszközök piacára igyekezett betörni. Erre jók voltak az esélyeik, mivel a további fejlesztések a Crusoe processzor irányvonalát vitték tovább, az alacsonyabb fogyasztás és a nagyobb teljesítmény irányába.
Az Efficeon egy 256 bites, második generációs VLIW processzor. Ez a processzor (elődjéhez hasonlóan) egy – virtuális gépként is felfogható – szoftveres absztrakciós réteget, az úgynevezett Code Morphing szoftvert  használja az eredetileg x86-os processzorokra fordított gépi kód futtatására, úgy, hogy az x86-os utasításokat a végrehajtás közben saját belső VLIW utasításaira fordítja le, és azokat hajtja végre a hardver szintjén. A processzor elődje a Crusoe processzor volt, amely egy 128 bites VLIW architektúra, és az architekturális kialakítás tette lehetővé a hatékony, csökkentett energiafogyasztást és az alacsony hőleadást (bár a sebessége viszonylag alacsonyabb volt). 
Ebben a processzortípusban jelent meg a LongRun2, Transmeta második generációs energiagazdálkodási technológiája, amelyet 2003-ban mutattak be. A LongRun2 az eredeti LongRun technológia továbbfejlesztett változata, amely a gyártásba is beépült, mivel ez a feszültség és az órajelek sebességének beállítása mellett dinamikusan módosítja a tranzisztorok küszöbfeszültségét is, a szivárgás szabályozása érdekében.
Az Efficeon processzort az Intel Pentium 4 és az AMD Opteron processzorok helyettesítőjeként kívánták alkalmazni. A processzor integrált memóriavezérlőt tartalmaz, HyperTransport I/O buszt, az NX bit kezelését és az AMD64 utasításkészletet támogatja, tehát képes 64 bites kódot végrehajtani.

## Processzormodellek
| Modell                          | Órajelfrekvencia                                            | L1 utasítás-gyorsítótár | L1 adat-gyorsítótár | L2 write-back gyorsítótár | Multimédiás utasítások      |
| ------------------------------- | ----------------------------------------------------------- | ----------------------- | ------------------- | ------------------------- | --------------------------- |
| TM 8820 TM 8800 TM 8620 TM 8600 | 1,4 GHz-től 1,7 GHz-től 1,0 GHz – 1,1 GHz 1,0 GHz – 1,1 GHz | 128 KiB 128 KiB 128 KiB | 64 KiB 64 KiB       | 1 MiB 1 MiB 1 MiB         | MMX, SSE-SSE3 MMX, SSE-SSE3 |

## Fordítás
Ez a szócikk részben vagy egészben  az   Efficeon című francia Wikipédia-szócikk ezen változatának fordításán alapul.  Az eredeti cikk szerkesztőit annak laptörténete sorolja fel. Ez a jelzés csupán a megfogalmazás eredetét és a szerzői jogokat jelzi, nem szolgál a cikkben szereplő információk forrásmegjelöléseként.